# Bell X-16
Bell X-16 – projekt eksperymentalnego amerykańskiego samolotu rozpoznawczego opracowany przez wytwórnię Bell Aircraft Corporation w latach 50. XX wieku. Zbudowano model X-16 w pełnych wymiarach, ale projekt został zarzucony na rzecz maszyny Martin RB-57, zanim ukończono egzemplarze prototypowe. Oznaczenie X-16 wprowadzono w celu ukrycia przeznaczenia samolotu przed Związkiem Radzieckim podczas zimnej wojny.

## Historia rozwoju
W drugiej połowie 1953 roku firmy Fairchild, Bell i Martin Aircraft przystąpiły do opracowywania na zamówienie Sił Powietrznych Stanów Zjednoczonych samolotu rozpoznawczego działającego na bardzo dużych wysokościach. Wszystkie trzy projektowane maszyny miały być napędzane tymi samymi silnikami Pratt & Whitney J57-P19. Po wstępnej selekcji do dalszych prac rozwojowych wybrano projekty X-16 Bella i B-57D Martina, a w ostatecznej rywalizacji zwyciężył ten ostatni, doprowadzając do zamknięcia projektu X-16 w 1956 roku. W momencie zamknięcia projektu model maszyny Bella w pełnych wymiarach był już gotowy, a pierwszy prototyp skończony w 80%. Zamówiono 28 maszyn X-16, ale ze względu na zakończenie projektu, żadnej nie zbudowano.
Samolot X-16 był nowatorskim projektem maszyny o bardzo długich i wąskich skrzydłach. Były one znacznie lżejsze i bardziej elastyczne od jakichkolwiek ówcześnie stosowanych konstrukcji. Cała maszyna została zbudowana w taki sposób, aby miała jak najmniejszą masę w celu zwiększenia maksymalnego zasięgu i pułapu działania.
Chociaż żaden X-16 nie został ukończony, to zastosowane w nim rozwiązania konstrukcyjne stały się podstawą do skonstruowania nowoczesnych silników odrzutowych J57, charakteryzujących się doskonałymi parametrami na dużych wysokościach, które stały się napędem innej maszyny Lockheed U-2.